# Campionato africano maschile di pallacanestro 2001
Il 21º Campionato Africano Maschile di Pallacanestro FIBA si è svolto dal 4 al 12 agosto 2001 in Marocco. Il torneo è stato vinto dall'Angola.
I Campionati africani maschili di pallacanestro sono una manifestazione biennale tra le squadre nazionali del continente, organizzata dalla FIBA Africa, all'epoca AFABA.

## Squadre partecipanti
| Gruppo A                                                         | Gruppo B                                                                |
| ---------------------------------------------------------------- | ----------------------------------------------------------------------- |
| - Costa d'Avorio - Egitto - Mali - Marocco - Mozambico - Tunisia | - Algeria - Angola - Nigeria - Rep. Centrafricana - Senegal - Sudafrica |

## Classifica finale
| Campione d'Africa | Campione d'Africa                    | Campione d'Africa | Campione d'Africa |
| --- | ------------------------------------ | ----------------- | --- |
| Angola Qualificata ai Mondiali 2002 Angola4 Muzadi, 5 Costa, 6 Â. Victoriano, 7 Monteiro, 8 E. Victoriano, 9 Katiavala, 10 Nascimento, 11 Chipongue, 12 Dias, 13 Almeida, 14 Lutonda, 15 Conceição, All. Mário Palma |                                      |                   | |
| Pos. | Squadra                              | V/P               | Formazione |
| | Algeria Qualificata ai Mondiali 2002 | 5-2               | Algeria4 Boulaya, 5 Mehnaoui, 6 Benhoucine, 7 Brahimi, 8 Harouni, 9 Rebahi, 10 Ouldyassia, 11 Boughedir, 12 Ouali, 13 Bouziane, 14 Sayah, 15 Oukid, All. Faïd Bilal                   |
| | Egitto                               | 5-2               | Egitto4 Ibrahim, 5 el-Hosany, 6 Goudah, 7 W. el-Sayed, 8 Darwish, 9 el-Ghannam, 10 Ahmad, 11 Hendawi, 12 O. el-Sayed, 13 el-Gazar, 14 Genedy, 15 el-Adawi, All. Adel Sabri            |
| 4. | Tunisia                              | 4-3               | Tunisia4 el-Ouaer, 5 Amri, 6 Mahmoud, 7 Maoua, 8 N'Jah, 9 M. Kechrid, 10 Boulaabi, 11 Slimane, 12 S. Kechrid, 13 Ben Taieb, 14 Sayed, 15 Maalaoui, All. Adel Tlatli                   |
| 5. | Nigeria                              | 5-1               | Nigeria4 Odaudu, 5 Nwosu, 6 Alayande, 7 Soyoye, 8 Acha, 9 Mohammed, 10 Jubril, 11 Fakeye, 12 Awojobi, 13 Odia, 14 Ibikunle, 15 Oyedeji, All. Ayo Bakare                               |
| 6. | Marocco                              | 3-3               | Marocco4 Layadi, 5 Rhalimi, 6 Mouak, 7 Bouzidi, 8 Sekour, 9 Fanjaoui, 10 Bouhelal, 11 Miloud, 12 Houari, 13 Kajaj, 14 M'Tarfi, 15 Lichtaf, All. Moncho Monsalve                       |
| 7. | Senegal                              | 3-3               | Senegal4 Niang, 5 Cissé, 6 Mar, 7 Carvalho, 8 Diallo, 9 Diouf, 10 Sow, 11 Camara, 12 A. N'Diaye, 13 Diop, 14 M. N'Diaye, 15 N. N'Diaye, All. Moustapha Gaye                           |
| 8. | Costa d'Avorio                       | 2-4               | Costa d'Avorio4 Kouassi, 5 Niamkey, 6 Bangoura, 7 Konan, 8 Bakayoko, 9 Touali, 10 Kouamé, 11 Yao, 12 Diomande, 13 Amalabian, 14 Diaby, 15 Lasme, All. Clément Djadji                  |
| 9. | Rep. Centrafricana                   | 2-4               | Rep. Centrafricana4 Benguelet, 5 Koundjia, 6 Gotagny, 7 Sami, 8 Mombollet, 9 Moundy, 10 Kahgaba, 11 Kossepka, 12 Kodjo-Sitchi, 13 Mageot, 14 Larma, 15 Sato, All. Jeu Robert Madozein |
| 10. | Mozambico                            | 1-5               | Mozambico4 Matai, 5 Manhanga, 6 Chipipo, 7 Tembe, 8 Matos, 9 Tamele, 10 Deus, 11 Cabral, 12 Muianga, 13 Ferro, 14 Guibunda, 15 Muanquie, All. Inácio Bernardo                         |
| 11. | Mali                                 | 2-4               | Mali4 Niakaté, 5 Diarra, 6 S. Diakité, 7 Kanté, 8 Sylla, 9 S. Sy, 10 A. Sy, 11 Diawara, 12 Touré, 13 Telly, 14 Traoré, 15 N. Diakité, All. Alkaya Touré                               |
| 12. | Sudafrica                            | 0-6               | Sudafrica4 Mazibuko, 5 Ngcobo, 6 Denyssen, 7 Maepa, 8 Mokoena, 9 Jesinskis, 10 Madondo, 11 Gilchrist, 12 Molebatsi, 13 Ntunja, 14 Trauernicht, 15 Uniacke, All. Zoran Zupčević        |